# A-Ba-Ni-Bi
 (хебр. א-ב-ני-בי; у преводу Волим те) песма је на хебрејском језику која је у извођењу Изара Коена и групе Алфабета победила на Песми Евровизије 1978. у Паризу. Била је то уједно и прва победа Израела у њиховом шестом узастопном наступу на том такмичењу. Аутори песме су Нурит Хирш који је написао музику и Ехуд Манор који је написао текст на хебрејском језику.
Песма је направљена у диско-поп стилу по узору на музички стил сличан ономе који је у то време промовисала британска денс-поп група Bee Gees. Иако је песма првобитно намењена извођењу на локалном дечијем фестивалу, ауторски двојац Хирш-Манор се на ипак одлучио да песма на крају буде изведена на „Националном фестивалу песама и хорова” чији победник је од те године стицао право да учествује на Песми Евровизије. Песма прави поређење на љубав гледано из перспективе детета и одрасле особе.
Током финалне вечери Евросонга која је одржана 22. априла, израелска песма је изведена 18. по реду, а оркестром је током наступа уживо дириговао Нурит Хирш. Након гласања чланова стручног жирија из свих 20 земаља учесница, песма A-Ba-Ni-Bi је са освојених 157 бодова убедљиво заузела прво место, са чак 32 бода више од другопласиране композиције L'amour ça fait chanter la vie која је те године представљала Белгију. Израелски представници су добили чак 5 максималних оцена жирија, а једина земља која није доделила бодове Израелу је била Шведска.
Занимљиво је да је израелска национална телевизија за тај дан закупила сателит до 1 сат после поноћи, а како је гласање, које је каснило, окончано десетак минута касније гледаоци у Израелу нису били у могућности да директно испрате проглашење победника. Јорданска телевизија која је такође директно преносила Евросонг је прекинула пренос у моменту када је израелска победа била евидентна, а у вестима дан касније као победника су означили другопласирану белгијску песму.
Песма A-Ba-Ni-Bi је постигла значајан комерцијални успех широм Европе, а неколико недеља се налазила на самом врху британске топ-листе синглова.

## Поени у финалу
| 12 поена                                                         | 10 поена             | 8 поена                                           | 7 поена | 6 поена          |
| ---------------------------------------------------------------- | -------------------- | ------------------------------------------------- | ------- | ---------------- |
| Швајцарска · Белгија · Холандија · Турска · Немачка · Луксембург | Финска · Португалија | Ирска · Норвешка · Италија · Француска · Аустрија | —       | Шпанија · Данска |
| 5 поена                                                          | 4 поена              | 3 поена                                           | 2 поена | 1 поен           |
| Уједињено Краљевство · Грчка                                     | —                    | Монако                                            | —       | —                |